# ماسایوکی ماتسوبارا
ماسایوکی ماتسوبارا (انگلیسی: Masayuki Matsubara؛ زادهٔ ۷ فوریهٔ ۱۹۳۹) کشتی‌گیر اهل ژاپن بود.
وی در مسابقات کشوری و بین‌المللی در مجموع برندهٔ ۱ مدال نقره شده‌است.